# ماریا رسا
ماریا رسا (انگلیسی: Maria Ressa؛ زادهٔ ۲ اکتبر ۱۹۶۳) روزنامه‌نگار، پدیدآور اهل فیلیپین است. وی به همراه دمیتری موراتوف در سال ۲۰۲۱ موفق به دریافت جایزهٔ صلح نوبل گردید.
او سال ۲۰۲۰ در فهرست روزنامه‌نگاران تحت فشار در ائتلاف مطبوعات آزاد قرار گرفته بود.
رسا همچنین برندهٔ جوایزی همچون برنامه فولبرایت و ۱۰۰ زن بی‌بی‌سی شده‌است.